# CID Gallup
La Consultoría Interdisciplinaria en Desarrollo, conocida también como CID Gallup es una empresa regional que se dedica a la investigación de mercados y a la realización de encuestas de opinión pública. Nace en 1977 en Costa Rica y opera en otros países de América Central, el Caribe y Suramérica.

## Historia
La empresa comenzó operaciones en Costa Rica, donde fue contratada por varias organizaciones no gubernamentales y por el gobierno de ese país relacionadas con programas demográficos.
En 1979 la organización inicia operaciones en Panamá y Nicaragua, debido al momento sociopolítico que atravesaba la región centroamericana, la empresa cesó temporalmente operaciones en Nicaragua en 1980 y en Panamá en 1983.
Desde 1979 la Consultoría Interdisciplinaria en Desarrollo, S.A. comenzó a conocerse como CID Gallup y bajo ese nombre comenzó a realizar encuestas de opinión pública patrocinadas por medios de comunicación.
La expansión continuó y se presencia llegó a  Guatemala (desde 1986), Honduras (desde 1986), El Salvador (desde 1986), Nicaragua (desde 1990), Costa Rica (desde 1978), Panamá (1981-1983 y permanentemente desde 1990) y República Dominicana (desde 2005), entre otros.
CID Gallup realizó la primera encuesta de opinión pública en Cuba bajo el régimen de los hermanos Castro en 1994.  El estudio fue patrocinado por el periódico Miami Herald y posteriormente reproducido en diversidad de medios de comunicación en todo el mundo.

## Expansión
La empresa cuenta con oficinas regionales en todos los países del área centroamericana, y su sede se ubica en San José, Costa Rica.
Tiene oficinas y operaciones en los siguientes países:
En el marco de las elecciones presidenciales de El Salvador de 2014, CID Gallup presentó los resultados de un sondeo de opinión el 12 de enero del mismo año, 20 días antes de que se llevasen a cabo las votaciones en el país centroamericano. El estudio reveló que el candidato Salvador Sánchez Cerén del FMLN se encontraba al frente de las preferencias con un 49%, seguido por Norman Quijano de ARENA con un 37%. Los resultados después del escrutinio definitivo realizado por el ente rector de ese país decretaron que el candidato de izquierda obtuvo el 48.93% y en segundo lugar el candidato de la derecha alcanzó un 38.96% de los votos válidos, de esta forma, CID Gallup se convirtió en la casa encuestadora que más se acercó a los resultados finales de dicho proceso electoral.
En el contexto de  las  elecciones presidenciales de Guatemala 2019 CID Gallup fue la empresa cuyos resultados fueron los más atinados al proceso electoral. 
| América Central                                                        | Norteamérica y el Caribe                                                        | Suramérica                                                                                          |
| ---------------------------------------------------------------------- | ------------------------------------------------------------------------------- | --------------------------------------------------------------------------------------------------- |
| - Costa Rica - El Salvador - Guatemala - Honduras - Panamá - Nicaragua | - México - República Dominicana - Jamaica - Trinidad y Tobago - Bélgica - Haití | - Argentina - Bolivia - Brasil - Chile - Colombia - Ecuador - Paraguay - Perú - Uruguay - Venezuela |